# پیتر کارگیل
پیتر کارگیل (انگلیسی: Peter Cargill; ۲ مارس ۱۹۶۴ – ۱۵ آوریل ۲۰۰۵) یک بازیکن فوتبال اهل جامائیکا بود.
وی همچنین در تیم ملی فوتبال جامائیکا بازی کرده‌است.